# 埃尔米瓜
埃尔米瓜（西班牙語：Hermigua）是西班牙加那利群岛圣克鲁斯-德特内里费省的一个市镇。总面积39.67平方公里，总人口1,805人（2018年），人口密度46人/平方公里。

## 人口
| 埃尔米瓜               |
|                        |
| 来源：西班牙国家统计局 |